# NGC 2518
NGC 2518 é uma galáxia elíptica (E-S0) localizada na direcção da constelação de Lynx. Possui uma declinação de +51° 07' 56" e uma ascensão recta de 8 horas, 07 minutos e 20,2 segundos.